# Silent Hunter III
Silent Hunter III es un simulador de combate submarino para PC desarrollado por la empresa Ubisoft y publicado en marzo de 2005 ambientado en la Segunda Guerra Mundial y se basa en los hechos ocurridos durante la Segunda Guerra Mundial ( 1939 - 1945 ) que tuvieron lugar principalmente en el Atlántico Norte, donde las fuerzas navales germanas por medio de  naves sumergibles  intentaron bloquear los abastecimientos hacia Gran Bretaña primero, y luego hacia la Unión de Repúblicas Socialistas Soviéticas, en lo que se conoció como la  Batalla del Atlántico.

## Características
A diferencia de su predecesor, el juego nos asigna un área específica del mar que patrullar con nuestro submarino, generando éste los posibles encuentros con destructores, convoyes, flotas de combate, etc. Cada campaña es distinta, lo que junto a la capacidad de modificar la dificultad del juego de mayor o menor realismo, asegura una mayor rejugabilidad, y en ella iremos viendo y siendo informados del devenir de la guerra y de cómo los cazadores acaban volviéndose presas al ir perfeccionando los Aliados sus tácticas de lucha antisubmarina.
Da una gran sensación de inmersión en el juego al reproducir en 3-D tanto a los tripulantes -con quienes podemos interaccionar- cómo al interior del submarino, por parte del cual podemos movernos libremente, y por otro lado podemos ver las estadísticas de cada tripulante (fatiga, experiencia, rango, etc). 
En nuestra base podemos mejorar el submarino cambiando el cañón de cubierta, el armamento antiaéreo, el hidrófono, etcétera, así cómo la tripulación, además de añadir dispositivos especiales cómo recubrimientos anti-sonar o detectores de radar entre otros, todos implementos reales desarrollados durante el conflicto bélico.
Además de la campaña que transcurre a lo largo de la Segunda Guerra Mundial, existen diez misiones basadas en hechos históricos que incluyen la infiltración y ataque del U-47 en Scapa Flow, salvar el acorazado Bismarck, atacar una fuerza de combate aliada con el primer submarino de Tipo XXI, e infiltrarnos en el Mediterráneo a través del Estrecho de Gibraltar burlando a los destructores británicos (cómo guiño a la película Das Boot, en ésta controlaremos al U 96)

## Submarinos disponibles
Excepto el Tipo XXIII, podemos controlar los principales tipos de submarino utilizados por la Kriegsmarine durante la Guerra, desde el Tipo II de principios de la guerra hasta el ya mencionado Tipo XXI, pasando por supuesto por los Tipo VII y Tipo IX.

## Expansiones
Diversos aficionados entusiastas han expandido el juego con módulos extra que añaden nuevas características cómo más tipos de barcos y mucho más, formándose comunidades que se autodenominan flotillas, donde se comparten las mejoras que se pueden implementar, y hacer uso de sus capacidades multijugador permitiendo simular las famosas acciones llevadas a cabo por las Jaurías de Lobos.